# Astragalus graecus
Astragalus graecus es una especie de planta del género Astragalus, de la familia de las leguminosas, orden Fabales.

## Distribución
Astragalus graecus se distribuye por Grecia y Libia.

## Taxonomía
Fue descrita científicamente por Boiss. & Spruner.